# 三女冢
三女冢，位于山东省德州市乐陵市刘武官乡范桥村，是中华人民共和国山东省文物保护单位之一。
1992年6月12日，授予山东省文物保护单位，是一座古墓葬。